# إميل ماري لوران
إميل ماري لوران (بالفرنسية: Émile Marie Laurent)‏ هو مسؤول وضابط شرطة فرنسي، ولد في 1 أكتوبر 1852 في بريست في فرنسا، وتوفي في 1 أكتوبر 1930 في  في فرنسا.